# Die Wirtin von der Lahn
Susanne – die Wirtin von der Lahn, in Deutschland nur Die Wirtin von der Lahn betitelt, ist eine 1967 von Franz Antel in Ungarn gedrehte Erotikkomödie auf der Grundlage der Verse um das Wirtshaus an der Lahn. Sie kam am 22. Dezember 1967 durch den Verleih der Constantin Film in die Kinos.

## Handlung
Im Königreich Westphalen zur Zeit Napoleons vermacht eine betrunkene Alte kurz vor ihrem Tod ihr Wirtshaus der Schauspielerin Susanne, um es nicht ihrem Rivalen Goppelmann zu überlassen. Susanne zieht tatsächlich mit ihrer Schauspieltruppe in das Wirtshaus ein. Der geprellte Goppelmann aber bringt das Wirtshaus in Verruf, und alsbald kursieren überall Wirtinnenverse, Spottlieder auf die Wirtin von der Lahn.
Hauptsächlich Studenten tragen die anstößigen Texte vor. Doch dann gelingt es der echten Wirtin Susanne, die Studenten mit ihrem Anführer Anselmo auf ihre Seite zu ziehen, indem sie ihnen ermöglicht, im Wirtshaus heimlich Propagandaschriften gegen die französische Besatzungsmacht zu drucken. Auch ihr Kollege Ferdinand, der in die Armee eingetreten ist, arbeitet mit ihr als zuverlässiger Informant zusammen.
Das ist auch nötig, da im Auftrag des Gouverneurs von Gießen eine Kommission nach der geheimen Druckpresse forscht. Im Wirtshaus findet sie aber nur entzückende Mädchen. Nun ist selbst der Gouverneur überzeugt, dass das Wirtshaus nur willige Liebesdienerinnen (und deren Besucher) beherbergt. Er erscheint persönlich, um auf seine Kosten zu kommen. Aus der peinlichen Situation, in die er dadurch gerät, kann er sich nur befreien, indem er auf die Hinrichtung des zum Tode verurteilten Anselmo verzichtet.

## Hintergrund
Produzent und Regisseur Franz Antel hatte die Idee, eine Filmkomödie um die Entstehung der Wirtinnenverse und das Wirtshaus an der Lahn zu drehen. Sein ungarischer Filmpartner machte aber zur Bedingung, der ungarischen Schauspielerin Terry Torday die ursprünglich für Mylène Demongeot vorgesehene Hauptrolle zu überlassen.
Die Titelmusik ist ein schwungvoller Walzer von Gianni Ferrio, daneben durchziehen wie ein roter Faden die von Johannes Fehring vertonten ziemlich anzüglichen Wirtinnenverse den Film. Im Vergleich dazu sind die Spielszenen zurückhaltend und durch freiwillige Selbstzensur entschärft, indem wiederholt ein humorvoller Hinweis auf die „Sitten-Kommission“  eingeblendet wird.
Der Film war einer der erfolgreichsten des Jahres 1968 und eroberte eine Goldene Leinwand. In Italien spielte der Film die ungewöhnliche Summe von 600 Millionen Lire an den ersten 180 Tagen ein. Die daraus entstandene Serie der Wirtinnen-Filme brachte es auf insgesamt sechs Folgen.

## Kritiken
„Krampfhaftes Bemühen, den zweifelhaften Ruf der Lahn-Wirtin für die Filmunterhaltung nutzbar zu machen. Geistlos wird mit Unmoral kokettiert; ein fader und dümmlicher Film.“

„Klamotte. […] enttäuschend selbst für die, die ihre Kenntnisse der ‚Wirtinnenverse‘ überprüfen möchten, sie werden nur verstümmelt zitiert. (Wertung: 1 Stern = schwach)“

„Ein mit Singsang und Landschaftsromantik angereichertes Antel-Lustspiel der bequemen Spekulation: Wenn der zweite Vers eines Wirtinnenreimes ansteht, wird der Ton einfach weggeblendet; wenn das «Vorspiel» beendet ist, erstarren die Bettszenen zum Standfoto, und ein Insert erklärt: «Sitten-Commission». - Opas Kino in Unterhosen.“

„Witzloser Unterhaltungsfilm im Stil der alten Zeit: plump und einfallslos.“